# Tura címere

Tura város címerét Kálna Tibor és Jónás Sándor turai történelemtanárok tervezték. Megalkotására és felavatására a rendszerváltás után, 1991-ben került sor. Mintájául egy korábbi turai pecsét szolgált, melyet az aszódi Petőfi Múzeumban őriznek. Pesty Frigyes akadémikus az 1888-ban megjelent Magyarország helynevei történeti, földrajzi és nyelvészeti tekintetben c. munkájában a következőket írja a Turáról: "Régi pecsétje Túradt: 1510 körülírással egy zászlós lovat, és csillagot jelez, miután a falu hadi szolgálatot tartozván tenni s teljesítteni, a hatvani vár szabadosai voltak." 
A címer pontos heraldikai leírása a következő:
Dobor pajzson kék mezőben lévő bárány, kétfarkú zászlót tart, feje fölött nyolcágú csillag. A pajzsfőn a védetté nyilvánított Egyhajúvirág rajza helyezkedik el, a pajzstalpon 1220 TVRA felirattal. Az ég és a jelmondat helyéül szolgáló szalag színe kék, a pólya, a csillag, a virágok, a bárány és a betűk ezüst, a zászló ezüst-zöld, a pajzstalp és az alatta lévő babér zöld színűek.  Archiválva 2009. február 20-i dátummal a Wayback Machine-ben
(A múzeumi pecséten látható állatalak erősen megkopott, valószínűleg így lett végül az 1888-ban még lónak tudott címerállatból bárány, mely egyébként magyarországi falusi címereken meglehetősen elterjedt szimbólum.)